# Homalotyloidea crassa
Homalotyloidea crassa är en stekelart som först beskrevs av Hoffer 1957.  Homalotyloidea crassa ingår i släktet Homalotyloidea och familjen sköldlussteklar. Inga underarter finns listade i Catalogue of Life.